# Vito von Eichborn
Vito Eckart Eduard Moriz von Eichborn (* 7. Dezember 1943 in Magdeburg; † 6. März 2023 in Malente) war ein deutscher Verleger aus dem Adelsgeschlecht Eichborn.

## Werdegang
Der damalige Journalist und Lektor des Fischer Verlags gründete 1980 zusammen mit Matthias Kierzek, Miteigentümer der Fuldaer Verlagsanstalt, in Frankfurt am Main den Eichborn Verlag. 1989 übernahm Eichborn die von Hans Magnus Enzensberger herausgegebene Reihe Die Andere Bibliothek des Greno-Verlags. 1992 wurden zusätzlich Merchandising-Produkte (vor allem rund um das Kleine Arschloch von Walter Moers) ins Programm aufgenommen. Weil die 50:50-Partner strategisch unterschiedlicher Meinung waren und um seine hohen privaten Schulden zu tilgen, verkaufte Vito von Eichborn 1995 seine Verlagshälfte an Kierzek. Vorerst arbeitete er als Berater, Betreuer des Werks von Walter Moers und Lektor weiter im Verlag, bis er 1997 ganz ausstieg. Anschließend wurde er Geschäftsführer beim Rotbuch Verlag und bei der Europäischen Verlagsanstalt.
Im Mai 1999 kaufte Vito von Eichborn den Europa Verlag für die damalige Senator Entertainment AG aus Berlin und verlegte den Sitz des Verlages nach Hamburg. Wie bisher verlegte er Literatur und Unterhaltung, populäre Sachbücher und Humor. Besonders erfolgreich wurde seine Werkausgabe von Noam Chomsky. Als  Senator 2004 in Konkurs ging, übernahm Eichborn im Wege eines Management-Buy-out zusammen mit Arne Teutsch den Verlag. Im August 2005 verließ er allerdings das Unternehmen ganz und übergab seine Anteile an Teutsch.
Vito von Eichborn war daraufhin selbständig als Publizist tätig, als Herausgeber, Lektor, literarischer Agent und Autor. Er lebte in Malente-Timmdorf und war Vater eines Sohnes (Thimon von Eichborn; * 1967).
Er gründete den Verlag Vitolibro, in dem er zunächst „zu Unrecht vergriffene Bücher“ veröffentlichte. Seit 2016 besteht der Schwerpunkt des Verlags aus norddeutschen Regionalia.

## Veröffentlichungen
- Mein Mallorca, Mare Verlag, 2013 ISBN 978-3-86648-183-1
- 111 Orte zwischen Lübeck und Kiel, die man gesehen haben muss, Emons Verlag, 2016 ISBN 978-3-95451-339-0